# (73798) 1995 MW2
(73798) 1995 MW2 – planetoida z pasa głównego asteroid okrążająca Słońce w ciągu 5,42 lat w średniej odległości 3,08 j.a. Odkryta 25 czerwca 1995 roku.